# Márciusi Front
Márciusi Front (1937. március 15. – 1938 vége) szellemi és politikai mozgalom.

## Története
A népi írók (Erdei Ferenc, Cserhát József, Féja Géza, Illyés Gyula, Kovács Imre, Sárközi György, Veres Péter) és kommunista értelmiségiek, a budapesti Egyetemi Kör (Donáth Ferenc, Pataki Ernő, Pollner György) összefogásából keletkezett, ehhez csatlakoztak a debreceni Egyetemi Kör diákjai (Losonczy Géza, Újhelyi Szilárd, Zöld Sándor). Sajtóorgánumuk a Válasz és a Tovább c. folyóiratok voltak. 1937. március 15-én 12 pontba foglalták programjukat. E programban demokratikus átalakítást, sajtószabadságot, szervezkedési szabadságot, a dunai népek önrendelkezésén alapuló revíziót, a nagybirtok kisajátítását, a monopoltőke korlátozását követelték, felhívták a figyelmet a zsidóság igazságtalan megbélyegzésére, s a német terjeszkedés veszélyeire. 1937. március 15-én a Magyar Nemzeti Múzeum lépcsőjén állva Féja Géza olvasta fel a Márciusi Front programját. 1937. októberben jelentették meg Makói Kiáltványukat, amelyben még radikálisabban fogalmaztak. Végül 1938 végére a rendőrségi zaklatások, a perek (Erdei Ferenc, Féja Géza, Illyés Gyula, Kovács Imre és Veres Péter ellen indult bírósági eljárás), a fasizálódási veszély, s a belső nézetkülönbségek miatt felbomlott. Számos értelmiségi segítője, szimpatizánsa volt a mozgalomnak, köztük pl. Tettamanti Béla, Bibó István).

## Külső hivatkozások
- Bibó István: A Márciusi Front tíz esztendeje